# Костюченкова Ірина Анатоліївна
Іри́на Анато́ліївна Костюче́нкова (11 травня 1961 — 31 березня 2023) — радянська та українська метальниця списа-олімпійка.

## З життєпису
Народилася 1961 року в Челябінську. Мама була тренером зі спортивної гімнастики, батько — з легкої атлетики. Почала займатися у мами. Стала майстром спорту, вельми виросла до 9-го класу, батько переманив в легкую атлетику — у нього вже тренувалась старша сестра. Спочатку займалася семиборством. Після закінчення школи переїхала в Донецьк. Займалась у заслуженого тренера Євгена; від 1981-го — у Ярослава Литвинова.
Виграла в Донецьку місцеві змагання. На Чемпіонаті СРСР посіла 4 сходинку. Переїхала до Харкова, де вирішила закінчити спортивну кар'єру та вступити до інституту. Не планувала більше виступати, але новий тренер порадив не здаватися після травм. 1985 року на осінньому кубку СРСР повернулась в спортивні ряди.
На Чемпіонаті Європи з легкої атлетики-1986 була восьмою.
Чемпіонка Літньої Універсіади 1987 року. На Чемпіонаті світу з легкої атлетики-1987 — 12 позиція.
На Літніх Олімпійських іграх 1988 року посіла 4-те місце.
Вирішила зайнятися сім'єю, народила сина. Вже через рік знову повернулась в спорт.
На Літніх Олімпійських іграх-1992 в складі Об'єднаної команди; посіла 20-ту сходинку.
Срібна призерка Континентального кубка ІААФ-1992.
Після завершення кар'єри працювала тренером в ялтинській СДЮШОР.
Померла 31 березня 2023 року.